# علي خليف غلير
علي خليف غلير (مواليد 15 أكتوبر 1941 في مدينة لاس عانود - 8 أكتوبر 2020 في مدينة جيجيجا)، هو سياسي صومالي شغل منصب رئيس وزراء الصومال من 8 أكتوبر 2000 إلى 28 أكتوبر 2001.